# Agramonteses
Os agramonteses foram os partidários do antigo grupo nobiliário dos Agramont. Essa linhagem aparece pela primeira vez no começo do século XII com Sancho VII de Navarra. Foram rivais dos beamonteses, levando tanto uns como os outros à guerra civil de Navarra quando João II de Aragão "o Usurpador" usurpou para si o trono após a morte da rainha Branca I de Navarra em 1441. João II, que era rei consorte, devia ceder a coroa a seu filho Carlos, Príncipe de Viana. Os agramonteses apoiaram a João II.
Tanto os beamonteses como os agratamonteses tinham alianças com os grupos das terras bascas ocidentais que pertenceram ao reino de Navarra até o ano 1200, os agramonteses com os gamboínos e os beamonteses com os oñacinos.
A guerra persistiu à morte de Carlos, Príncipe de Viana em 1461 e à de João II em 1479. 
Os agramonteses tinham inicialmente como aliados aos aragoneses e posteriormente aos franceses. Em todo momento apoiaram ao poder que ostentava a coroa, primeiro a João II e depois aos reis Catalina de Foix e João de Albret.